# Detención de Rocío San Miguel
El 9 de febrero de 2024, la activista venezolana Rocío San Miguel fue detenida en el Aeropuerto Internacional de Maiquetía Simón Bolívar, cerca de Caracas. Además de ella, fueron detenidos dos hermanos, su exesposo, y el padre de su hija. En respuesta a la detención, organizaciones internacionales de derechos humanos, como Amnistía Internacional, han llamado a la liberación inmediata e incondicional de San Miguel, citando una medida cautelar de protección dictada por la Comisión Interamericana de Derechos Humanos (CIDH) en 2012.

## Detención y procesos judiciales
El 9 de febrero de 2024, Rocío San Miguel, defensora de derechos humanos y presidenta de Control Ciudadano, fue detenida en el Aeropuerto Internacional de Maiquetía Simón Bolívar, cerca de Caracas. La detención se produjo bajo una orden de aprehensión emitida en el contexto de la investigación de una trama conspirativa denominada "Brazalete Blanco" la cual se describió como un "intento de magnicidio contra Nicolás Maduro y otros funcionarios".Además de ella, fueron detenidos dos hermanos, su exesposo Alejandro González de Canales, y otros familiares, incluido Víctor Díaz Paruta, padre de su hija Miranda. Aunque Miranda fue inicialmente liberada, su paradero actual es desconocido, y se presume que también está detenida.
En respuesta a la detención, organizaciones internacionales de derechos humanos, como Amnistía Internacional, han llamado a la liberación inmediata e incondicional de San Miguel, citando una medida cautelar de protección dictada por la Comisión Interamericana de Derechos Humanos (CIDH) en 2012. Adicionalmente, la Corte Interamericana de Derechos Humanos había solicitado previamente al Estado venezolano informes sobre el cumplimiento de una sentencia favorable a San Miguel en 2018, en relación con su despido de cargos públicos en 2004 después de apoyar un referendo revocatorio contra el entonces presidente Hugo Chávez.

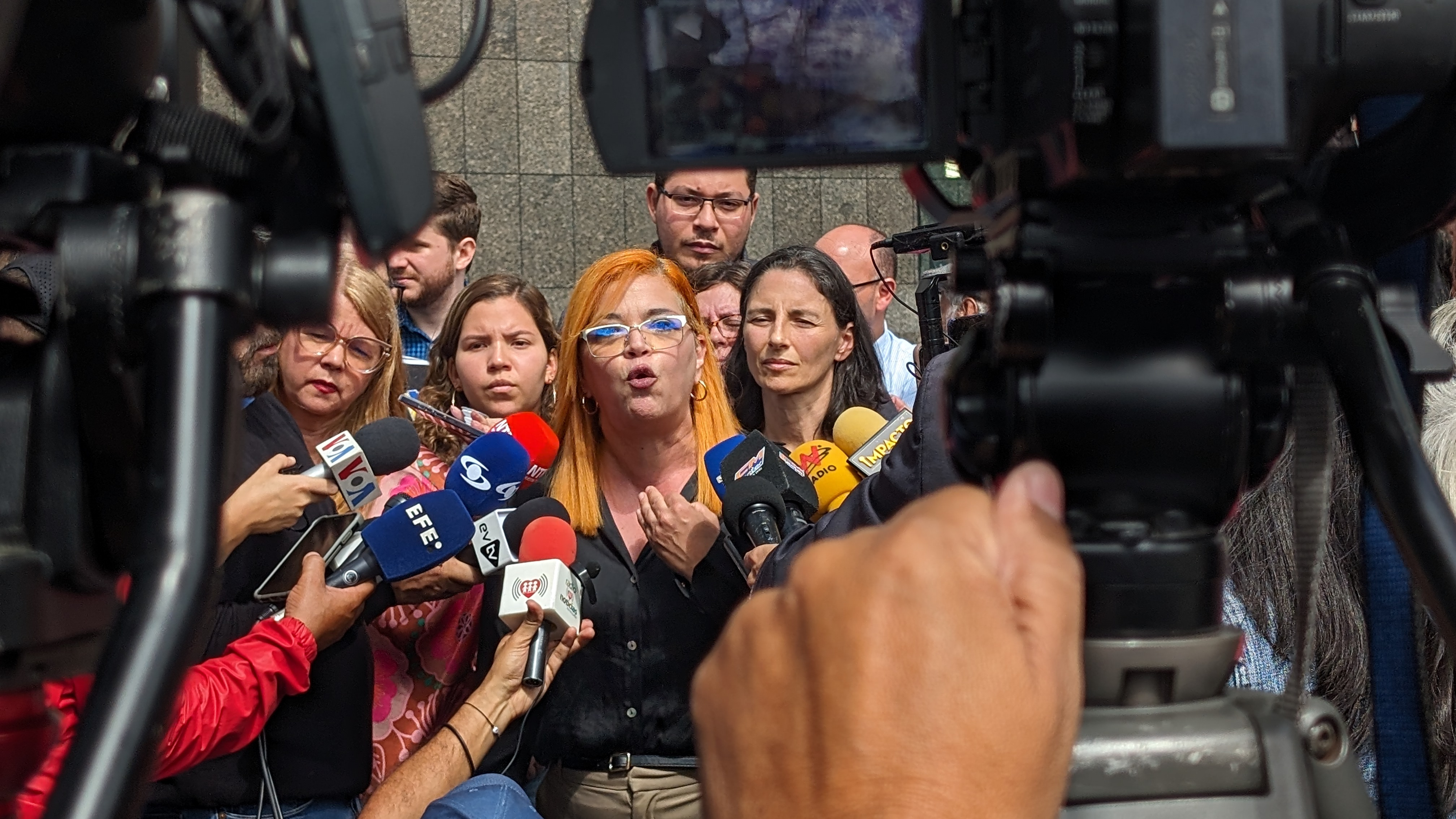
La socióloga y defensora de derechos humanos, Lexys Rendón, declara en medio de una protesta a las afueras de la sede del PNUD y la Oficina del Alto Comisionado para los derechos humanos de la ONU, por la desaparición de Rocío San Miguel.

Las acciones legales contra San Miguel han sido objeto de críticas por parte de diversas organizaciones no gubernamentales y figuras políticas de la oposición. María Corina Machado y Henrique Capriles, entre otros, han denunciado la detención como parte de una serie de actos de persecución y represión por parte del gobierno actual. Amnistía Internacional ha manifestado su preocupación por la desaparición forzada de San Miguel, mientras que la ONG Provea y el Frente Amplio de Mujeres han rechazado contundentemente su detención arbitraria y desaparición.

## Reacciones
El portavoz de la Casa Blanca, John Kirby, expresó la "profunda preocupación" de Washington por este suceso, subrayando la vigilancia constante del gobierno estadounidense sobre la situación de San Miguel.Esta situación ha puesto en relieve las tensiones entre Estados Unidos y el gobierno de Nicolás Maduro en Venezuela. Washington ha enfatizado la necesidad de que Maduro cumpla con los compromisos adquiridos anteriormente, particularmente en relación con el trato hacia la sociedad civil, los opositores políticos, los partidos y los candidatos presidenciales.El vocero del Consejo de Seguridad Nacional de Estados Unidos ha reiterado la importancia de respetar las garantías de los activistas políticos, en el contexto de la detención de San Miguel. Esta postura evidencia una preocupación específica por la represión contra la disidencia en Venezuela, haciendo un llamado a su cese y a la protección de los derechos de aquellos que defienden pacíficamente la democracia.
El presidente de Uruguay, Luis Lacalle Pou, ha mostrado una postura crítica frente a la situación tras la reciente detención de la activista Rocío San Miguel y cinco de sus familiares. Lacalle Pou, al referirse a estos eventos, afirmó que la situación en Venezuela es evidencia de una dictadura, destacando la ausencia de elecciones libres y la detención injusta de personas.Este comentario surgió después de que Lacalle Pou solicitara al embajador uruguayo en Venezuela, Eber da Rosa, que informara sobre los recientes acontecimientos políticos en el país. La preocupación del presidente uruguayo no solo se centra en la detención de San Miguel, sino también en el retroceso de las negociaciones y el acuerdo de Barbados, que buscaba una solución a la crisis venezolana.
El Canciller uruguayo, Omar Paganini, reafirmó esta preocupación a través de una publicación en la red social X, donde mencionó la decisión de llamar al embajador en Venezuela para consultas sobre los acontecimientos preocupantes que comprometen la viabilidad de elecciones libres, democráticas y competitivas en Venezuela. Además, la Cancillería de Uruguay ya había expresado su inquietud por la inhabilitación de opositores en las elecciones venezolanas, lo que consideran una contradicción a los Acuerdos de Barbados firmados en octubre pasado con garantes internacionales.
El 13 de febrero el Alto Comisionado de la ONU, Volker Türk, se suma a las voces que manifiestan su profunda inquietud por la detención de Rocío San Miguel, presidenta de la ONG Control Ciudadano. Dos días después la reacción del gobierno fue de suspender y acusó a la organización de convertirse en "el bufete particular" de un "grupo de golpistas y terroristas" y le dio tres días a su personal para que deje Venezuela, ordenó la salida de su personal en 72 horas. La oficina fue instalada en 2019 cuando Michelle Bachelet ocupaba esa posición.
El ministro de Asuntos Exteriores de España, José Manuel Albares, mantuvo una conversación telefónica con el diplomático del régimen de Venezuela, Yván Gil. Durante esta conversación, Albares expresó su preocupación por la detención de San Miguel y abordó la situación de la Oficina del Alto Comisionado de las Naciones Unidas para los Derechos Humanos en Venezuela, cuyas actividades han sido recientemente suspendidas por el gobierno venezolano. Varias decenas de personas, entre ellas miembros de la comunidad venezolana, opositores, y amigos de la activista hispanovenezolana, se congregaron en Madrid este martes durante una vigilia organizada en la céntrica parroquia de la Milagrosa. Este acto tuvo como finalidad exigir la liberación de Rocío San Miguel y de otros presos políticos en Venezuela. Esta acción del gobierno venezolano ha suscitado la condena y preocupación de numerosas organizaciones internacionales. Entre ellas, la Misión Internacional Independiente de determinación de los hechos sobre Venezuela, la Comisión Interamericana de Derechos Humanos (CIDH) y Amnistía Internacional han exigido al gobierno venezolano que respete los derechos de San Miguel y han criticado su detención. La suspensión de las actividades de la Oficina del Alto Comisionado de Derechos Humanos en Caracas, anunciada por el gobierno venezolano, añade una capa adicional de complejidad a la situación de los derechos humanos en el país.
El Panel de Expertos Internacionales Independientes sobre la posible comisión de crímenes de lesa humanidad en Venezuela, perteneciente a la Organización de los Estados Americanos (OEA), ha manifestado su preocupación ante la situación de Rocío San Miguel. El Panel observa que su detención arbitraria y desaparición forzada se alinea con el patrón de crímenes de lesa humanidad en Venezuela, tema central de sus informes desde mayo de 2018.El Panel, que fue establecido en septiembre de 2017 por el Secretario General de la OEA, Luis Almagro, ha revelado que San Miguel fue víctima de desaparición forzada y posteriormente trasladada al centro de detención El Helicoide. Este lugar ha sido identificado por la Misión Internacional Independiente de las Naciones Unidas y otras organizaciones de derechos humanos como un sitio donde se cometen actos de tortura, denunciados ante la Corte Penal Internacional (CPI).